# جورج ایتن
جورج راس ایتن (انگلیسی: George Ross Eaton؛ زادهٔ ۱۲ نوامبر ۱۹۴۵ در تورنتو، انتاریو) رانندهٔ سابق مسابقات اتومبیل‌رانی فرمول یک اهل کانادا است که از فصل ۱۹۶۹ تا ۱۹۷۱ در مجموع در سیزده گراند پری شرکت کرد، اما موفق به کسب هیچ امتیازی نشد.